# Язинецкая Гора
Язинецкая Гора — деревня в Котласском районе Архангельской области.

## География
Находится в юго-восточной части Архангельской области при автодороге 11К-341 на расстоянии приблизительно 47 км на восток-северо-восток по прямой от административного центра округа города Котлас на левом берегу реки Нижняя Лупья.

## История
В 1859 году здесь (деревня Сольвычегодского уезда Вологодской губернии) было учтено 3 двора. До 2022 года входила в Черёмушское сельское поселение до его упразднения.

## Население
Численность населения: 36 человек (1859 год), 12 (русские 100 %) в 2002 году, 8 в 2010.